# سلفونيوم

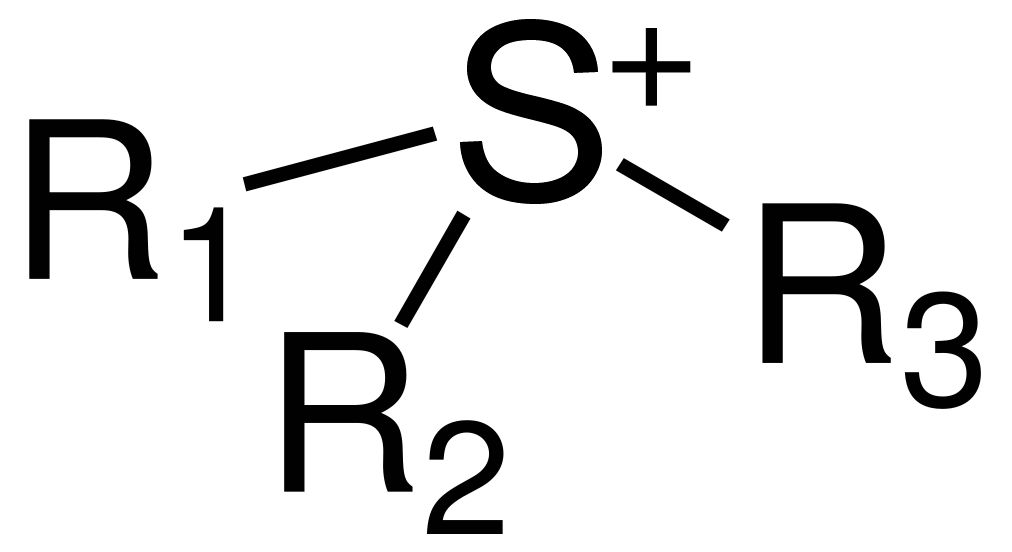
أيون السلفونيوم

السلفونيوم هو أيون موجب (كاتيون) للكبريت في مركباته العضوية، ترتبط فيه ثلاثة مستبدلات عضوية إلى الكبريت، بحيث تكون الصيغة العامة +[SR3]، يمكن أن تكون R هنا إما ألكيل أو أريل.

## التحضير
تحضر أملاح السلفونيوم انطلاقاً من تفاعل ألكلة الثيوإيثر باستخدام هاليدات الألكيل في وسط من مذيب لاقطبي، كما هو الحال في تفاعل برومو الميثان مع كبريتيد ثنائي الميثيل للحصول على ملح بروميد ثلاثي ميثيل السلفونيوم:
{\displaystyle \mathrm {CH_{3}-S-CH_{3}+CH_{3}Br\longrightarrow (CH_{3})_{3}S^{+}+Br^{-}} }

## البنية
لملح السلفونيوم بنية جزيئية هرمية ثلاثية؛ وعندما تكون المستبدلات الثلاثة متباينة يمتلك المركب خاصة يدوية ويكون ذو استقرار بصري.